# Aeroporto de Kokshetau
O Aeroporto de Kokshetau, (código IATA: KOV, código ICAO: UACK) serve a cidade de Kokshetau, ao norte do Cazaquistão.
A companhia aérea operante é a Air Kokshetau, que dispõe de voos para Almaty e Petropavlovsk.